# Plattenhorn
Das Plattenhorn (insbesondere früher auch: Plattenhörner) ist ein 2554 m ü. M. hoher Berg in den Plessur-Alpen im Kanton Graubünden in der Schweiz. Er steht auf dem Gebiet der Gemeinde Arosa an der Grenze zu Chur.

## Lage und Beschreibung
Das Plattenhorn liegt als Teil der Zentralen Plessurberge zwischen dem Hörnli und dem Weisshorn, von diesem durch die Carmenna getrennt. Der dreigipflige Gratrücken bildet von Norden her den Abschluss einer ausgeprägten Dolomitwand. Von Südosten prägen steile, schrofendurchsetzte Alpweiden das Bild. Die drei annähernd gleich hohen Gipfel bieten einen interessanten Tiefblick auf das Alp- und Skigelände der Aroser Bergschale sowie ins Urdental und das äussere Schanfigg.

## Geologie
Das Plattenhorn liegt in der Aroser Schuppenzone, einem geologisch äusserst komplexen Gebiet. Der von Norden gut sichtbare Dolomitabriss ist ein Teil der geringmächtigen Falknis Decke. Diese wird gegen das Hörnli hin von der stark verschuppten und verfalteten Aroser Decke überlagert, welche sich unter anderem aus Gneisen, Bündnerschiefer sowie Lavagestein zusammensetzt und dem Berg durch ihre plattige Schichtung den Namen verliehen hat. Diese Gesteine können einem tiefen, urzeitlichen Ozeanbecken – dem sogenannten Piemontozean – zugeordnet werden.

## Touristische Erschliessung

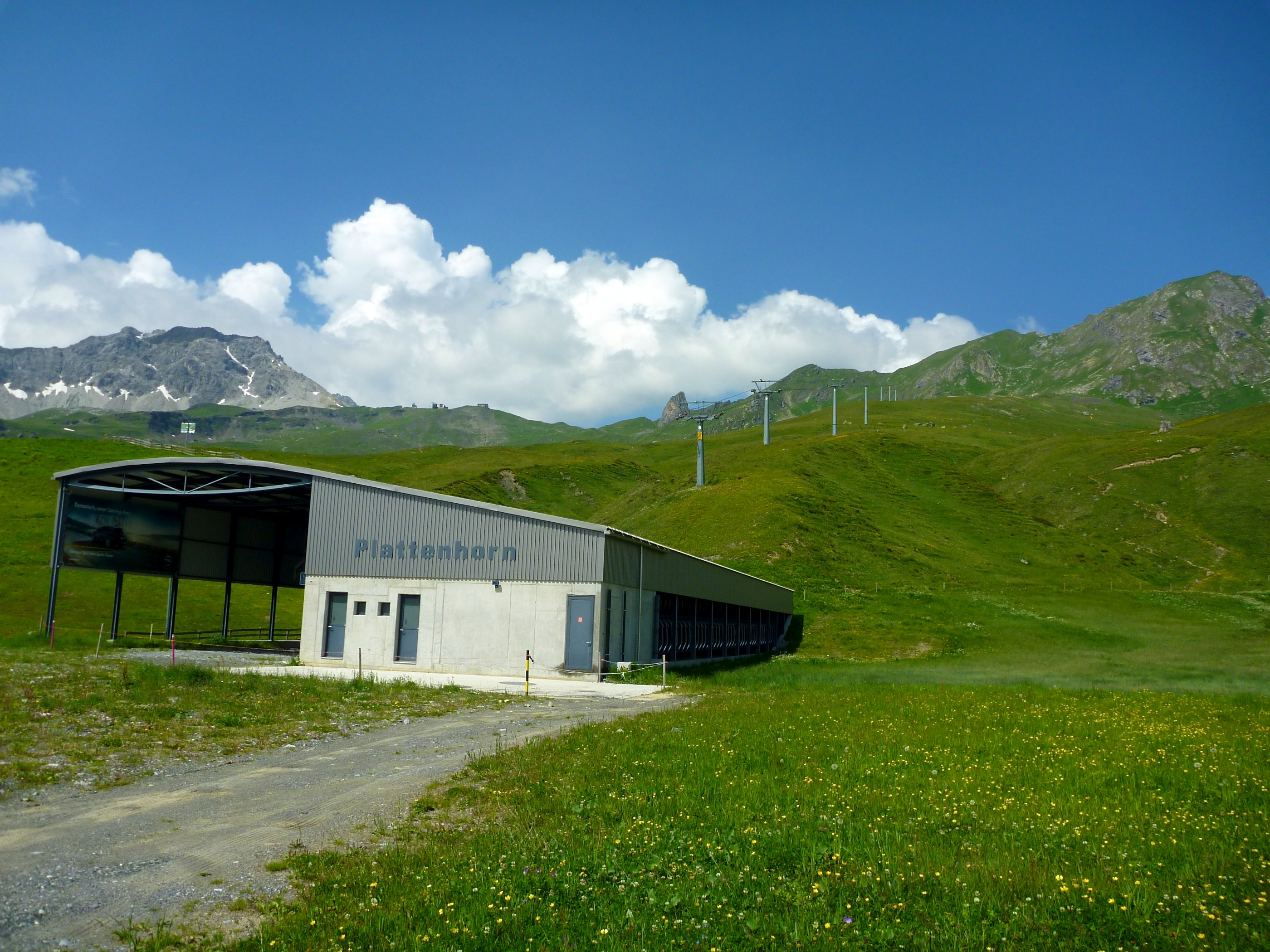
Sesselbahn Plattenhorn mit Tschirpen, Hörnligrat, Hörnli und Plattenhorn (v.l.)

Das Plattenhorn war schon früh ein beliebtes Ziel für Skitourenfahrer, mit einer anspruchsvollen Abfahrtsvariante Richtung Urder Augstberg-Tschiertschen. 1966 erschlossen die Arosa Bergbahnen den Ostfuss des Bergs bis auf eine Höhe von rund 2300 m ü. M. mit einem Schlepplift. Dieser kostete rund eine halbe Million Schweizer Franken und führte von "An der Alp" direkt über das Carmennaegg in die Mulde zwischen dem Hauptgipfel und dem Nordostgipfel (Punkt 2528). Dort war die Endstation jedoch sehr lawinenexponiert und wurde verschiedentlich von Schneemassen durchfahren. Auch die Talstation der Sesselbahn Obersäss bei der Carmennahütte wurde Opfer einer Plattenhornlawine. Die im Jahr 2002 ersatzweise erstellte Vierersesselbahn Plattenhorn erfuhr deswegen eine etwas andere Linienführung; die speziell lawinensicher gebaute Bergstation steht nun weiter südlich am Ausläufer des vom Hauptgipfel ausgehenden Grates an leicht erhöhter Stelle.
Ein von der Carmenna ausgehender, 2009 errichteter Klettersteig über Plattenhorn und Hörnli zur Hörnlihütte musste nach einem Unfall im Frühjahr 2011 geschlossen und zurückgebaut werden. Die ungesicherte Originalroute verläuft in der unteren Stufe südlich, in der oberen nördlich des früheren Klettersteigs.

## Routen zum Gipfel

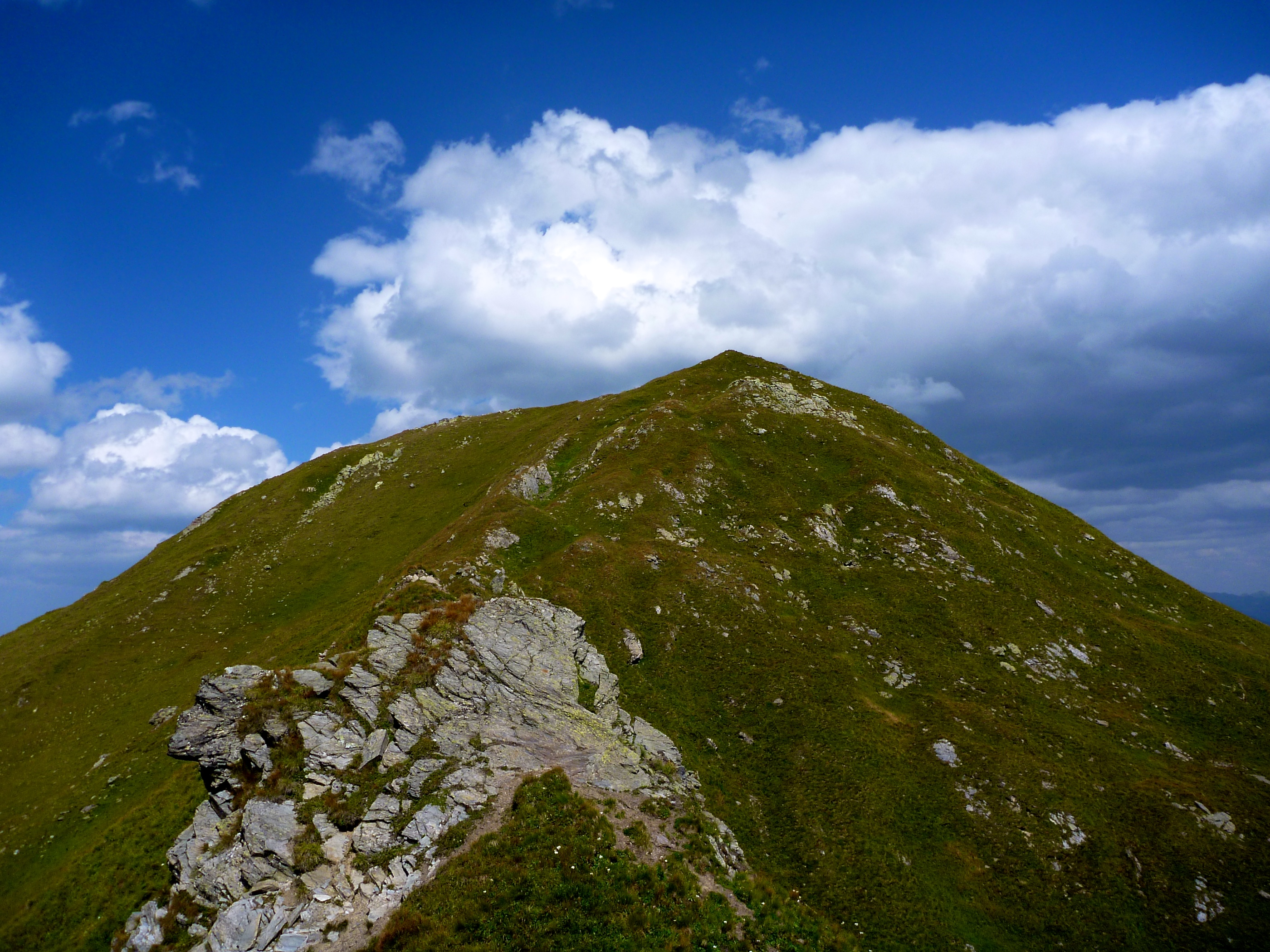
Plattenhorn Gipfelpartie

### Über den Nordgrat
- Ausgangspunkt: Carmenna (2367 m)
- Schwierigkeit: T5
- Zeitaufwand: 30 Min. zu Pt. 2528, 45 Min. zu Pt. 2554
- Besonderes: Nur noch Originalroute, Klettersteig zurückgebaut

### Über die Ostseite
- Ausgangspunkte: Weisshorn (2653 m), Innerarosa
- Route: Auf den offiziellen Wanderwegen zur Endstation der Sesselbahn. Von dort durch eine der beiden grasigen Mulden zum Grat.
- Schwierigkeit: T4
- Zeitaufwand: 2.25 Std. von Innerarosa, 1.25 Std. vom Weisshorn
- Besonderes: Die südliche Grasmulde bietet den einfachsten Aufstieg zum Plattenhorn

### Über den Südwestgrat

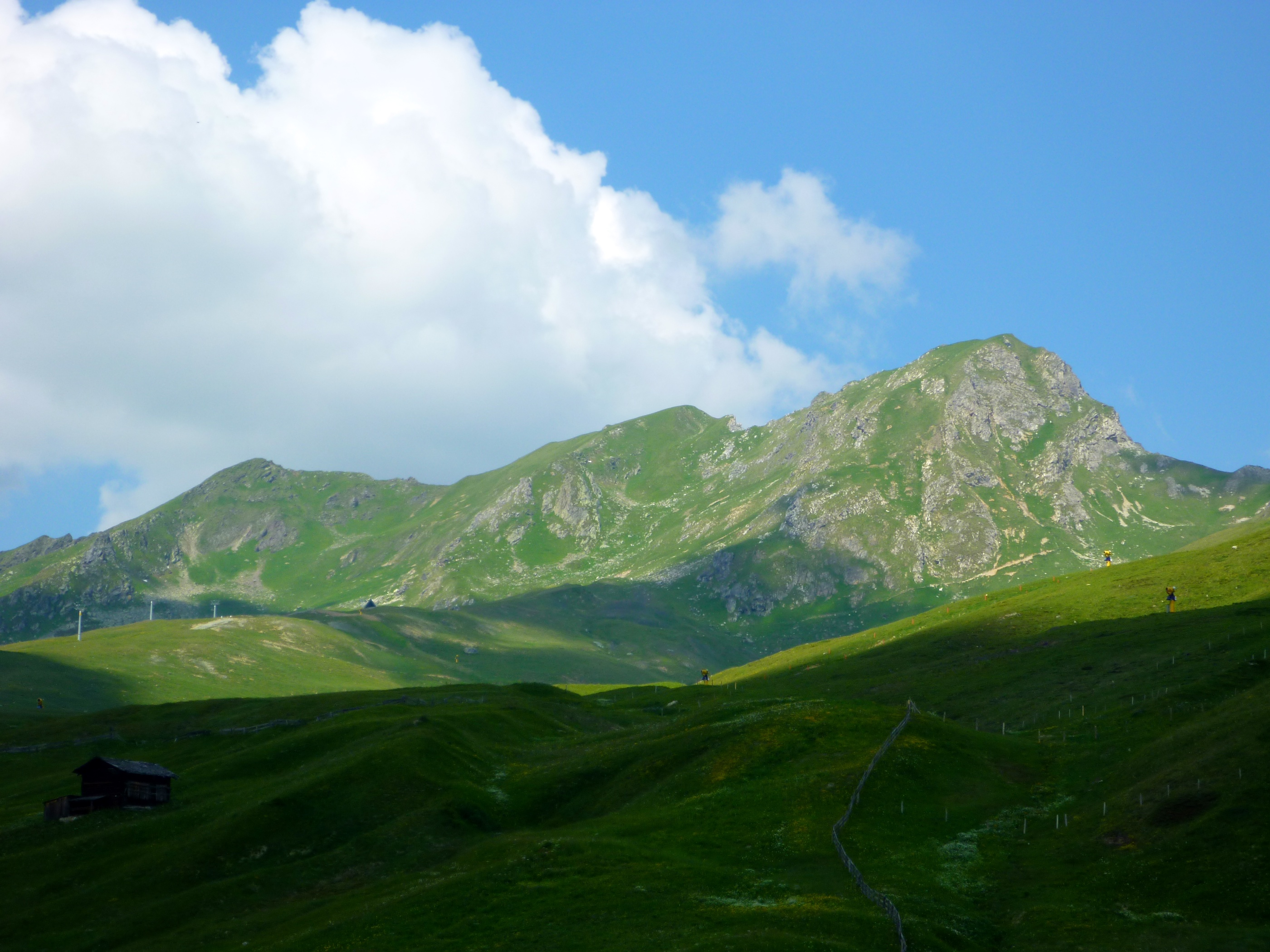
Die drei Gipfel des Plattenhorns vom Bergkirchli aus gesehen

- Ausgangspunkt: Hörnlihütte (2511 m)
- Route: Vom Fuss des Hörnli auf Wegspuren dem Grat entlang
- Schwierigkeit: T4
- Zeitaufwand: 45 Min. zu Pt. 2554, 1 Std. zu Pt. 2528

### Durch die Westflanke
- Ausgangspunkt: Tschiertschen (1343 m)
- Route: Via Urder Augstberg (Pt. 2222) über den Rasenhang zum Südgipfel Pt. 2522
- Schwierigkeit: T5
- Zeitaufwand: 3.5 Std. zu Pt. 2522, 3.75 Std. zu Pt. 2554
- Besonderes: Direkter Zugang von Norden, vermeidet den Umweg zur Hörnlihütte